# Tachydromia thaica
Tachydromia thaica är en tvåvingeart som beskrevs av Igor Shamshev och Patrick Grootaert 2005. Tachydromia thaica ingår i släktet Tachydromia och familjen puckeldansflugor.
Artens utbredningsområde är Thailand. Inga underarter finns listade i Catalogue of Life.